# Великие Млыновцы
Великие Млыновцы (укр. Великі Млинівці, с 1964 по 2015 г. — Радянское) — село в Кременецкой городской общине Кременецкого района Тернопольской области Украины.
Код КОАТУУ — 6123486201. Население по переписи 2001 года составляло 1174 человека.

## Географическое положение
Село Великие Млиновцы находится на правом берегу реки Иква,
выше по течению на расстоянии в 4 км расположено село Куликов,
ниже по течению на расстоянии в 1 км расположен город Кременец,
на противоположном берегу — село Иква.
Рядом проходит автомобильная дорога Р-26.

## Название
С 1964 года село называется Радянское. В 2004 году облсовет принял решение о переименовании названия села Радянское на Великие Млиновцы. Только в 2015 году Верховная Рада утвердила этого изменение.

## История
- 1852 год — дата основания как село Млыновцы, Великие Млыновцы (Великие Млиновцы), но по другим данным село впервые упоминается в 1482 году[4].
- В 1963 году село переименовано в село Радянское.
- В 2011 году районный совет начал процедуру восстановления исторического названия села[5].

Вблизи села обнаружена община первобытных людей эпохи мезолита (более 8000 лет назад). Первое письменное упоминание о селе датируется 1482 годом. Во время Великой Отечественной войны 61 местный житель воевал в рядах Красной армии, где 50 из них награждены орденами и медалями Союза ССР, 38 человек погибло в боях.

## Объекты социальной сферы
- Школа I—II ст.
- Детский сад.